# Harmonijski prijenosnik
Harmonijski prijenosnik je posebna izvedba zupčastog prijenosnika koji se sve više upotrebljava u industrijskim robotima. Taj se mehanički prijenosnik neposredno veže za elektromotor koji ima veliku brzinu vrtnje (preko 1 000 okr/min). Harmonijski prijenosnik omogućuje smanjenje brzine vrtnje do 100 puta i pogodan je za ostvarivanje polaganog zakretanja izvršnoga dijela uz povećanje zakretnog momenta u zglobu. 
Harmonijski prijenosnik se sastoji od:
- eliptičnog valnog generatora s kuglicama na obodu,
- fleksibilnog vodila koje na obodu ima utisnute zupce i
- cilindričnog šupljeg kućišta s unutarnjim ozubljenjem.

Šuplje je kučište, dakle, nepomični zupčanik unutarnjeg ozubljenja. Vratilo pogonskog motora priključuje se na eliptični valni generator, gonjeno se vratilo spaja s fleksibilnim vodilom, a cilindrično šuplje kučište je pričvršćeno za tijelo robota. Fleksibilno zupčasto vodilo izrađeno je od tankog elastičnog lima. Broj zubaca na vodilu zf je manji od broja zubaca u kućištu zk, jer je opseg eliptičnoga valnog generatora manji od opsega diobene kružnice nepomičnoga zupčanika unutatnjeg ozubljenja, pa je:
{\displaystyle z_{f}=z_{k}-2}
Pokretanjem motora započinje vrtnja eliptičnoga valnoga generatora koji, s pomoću kuglica, elastično deformira fleksibilno vodilo smješteno u šupljem kućištu s unutarnjim ozubljenjem. Na taj se način postiže da se određen broj zubaca fleksibilnoga vodila uzubljuje u međuzublja cilindričnog kućišta. Pri vrtnji je u zahvatu oko 20% zubaca fleksibilnoga vodila i cilindričnoga šupljega kućišta. Kada se eliptični valni generator okrene za jedan puni okret, flesibilno se vodilo zakrene za 2 zupca u suprotnome smjeru (vodilo s gonjenim vratilom vrti se u suprotnome smjeru od smjera vrtnje vratila elektromotora.
Prijenosni omjer je harmonijskoga prijenosnika:
{\displaystyle i=-{\frac {n_{u}}{n_{f}}}=-{\frac {z_{f}}{z_{k}-z_{f}}}}
Ako se uzme da je zk = 202 i zf = 200, dobiva se:
{\displaystyle i=-{\frac {200}{202-200}}=-100}
Harmonijski prijenosnik omogućuje velike prijenosne omjere, ima malu masu i zauzima malo mjesta.